# 1978 Голяма награда на ЮАР
1978 Голяма награда на ЮАР е 15-о за Голямата награда на Южна Африка и трети кръг от сезон 1978 във Формула 1, провежда се на 4 март 1978 година на пистата Киалами, ЮАР.

## История на кръга
Брабам пускат в употреба новите BT46 за Ники Лауда и Джон Уотсън, както и Ферари с новите 312T3 за победителя от ГП на Бразилия, Карлос Ройтеман и Жил Вилньов. Рено се завръщат в колоната с Жан-Пиер Жабуй, докато Тико Мартини и неговия малък отбор прави своя дебют във Формула 1 с Рене Арну. Ероуз пристигат с втори FA1, но с усложняването на здравословното състояние на Гунар Нилсон, тима назначи Ролф Щомелен като съотборник на Рикардо Патрезе като двата болида са вече спонсорирани от германската бирена компания Варщайнер и то поради факта че Франко Амброзио не присъства в отбора. Инсайн са със само един пилот в лицето на Ламберто Леони, след като Дани Онгъс остана без средства, за да продължи. Теодор са с нов пилот в лицето на 29-годишния финландец, Кеке Розберг след като предишния Еди Чийвър напусна след състезанието в Бразилия. Американецът намери място в Хескет за разлика от Дивина Галиция.

### Квалификация
Марио Андрети отново стана недостижим в квалификацията, постигайки най-добро време пред Лауда и Хънт като в четвъртък неговото време по погрешка му уреди пол-позиция, което в крайна сметка е коригирано. До англичанина се нареди съотборника му Патрик Тамбей, докато Волф-а на Джоди Шектър се нареди пети. След Джоди са Жабуй, подпомогнат от надморската височина на която се намира самото трасе, Патрезе, Вилньов, Ройтеман и Уотсън. Голямата изненада в квалификацията е отпадането на двата Шадоу-а на Клей Регацони и Ханс-Йоахим Щук, които остават извън 26-а позиция, заедно с Леони и Арну.

### Състезание
Лауда успя да направи добър старт, преди да пропусне трета предавка, давайки шанс на Андрети да поведе колоната в първия завой. Тамбей прегря съединителя и французина остана последен. Шектър успя да изпревари Хънт и Лауда в края на първата обиколка. Андрети се отдалечи от останалите преследвачи, докато Патрезе изпревари Рено-то на Жабуй за пета позиция в третата обиколка, преди да стане четвърта благодарение от отпадането на Хънт с повреда в двигателя, две обиколки по-късно. Въпреки отпадането на Хънт, Тамбей успя да си поправи път напред като изпревари по-бавните от него пилоти. Междувременно Чийвър прекрати участието си с маслена теч на своя Хескет, скоро следван от Емерсон Фитипалди с повреда в трансмисията. Следващият е Розберг след като съединителя го предаде, но успя да впечатли колегите си с брилянтното си каране.
След само 16 обиколки предната лява гума на Андрети започва да създава проблеми, принуждавайки да намали скоростта. Шектър все още се намира пред Лауда в битката за второ място с Патрезе близо до тях. Патрик Депайе и Уотсън изпреварват Жабуй, който вече е в полезрението на Ройтеман. В 19-а обиколка Патрезе изпревари Брабам-а на Лауда за трето място. Две обиколки по-късно Шектър пое водачеството от Андрети, след което Лотус-а стана лесна плячка за Патрезе, Лауда и Депайе. След само шест обиколки гумите и на Шектър също прегряват, което даде шанс на Патрезе да оглави колоната в 27-ата обиколка. Лауда също изпитва проблеми и остана зад Депайе, чийто Тирел е по-добре управляван отколкото Волф-а и Лотус-а. Докато Лауда, Андрети и Шектър се движат с бавно темпо, Патрезе и Депайе се отдалечават от тях.
Рони Петерсон, който започна състезанието от 12-а позиция се добра до деветото място зад Жабуй, преди французина да отпадне с проблем в двигателя в 38-ата обиколка. Шведът след това намали разликата от водещата група, докато Андрети охлади гумите си и по този начин изпревари Шектър за пето място. Мерцарио отпада с повреда в окачването на неговия едноименен болид в 39-а обиколка. Следващата жертва на Петерсон е Шектър, докато в 53-та обиколка задвижващата единица Алфа Ромео в Брабам-а на Лауда го предаде, а Рупърт Кийгън разля масло на трасето заради повредата в неговия Косуърт. Темпото на Тамбей му помогна да мине пред двете Ферари-та и Лижие-то на Жак Лафит, преди Вилньов да напусне състезанието със счупен ауспух. Разлятото масло на Кийгън хвана „Макларън“-а, пращайки го в огражденията, а Ройтеман също е хванат от маслото което Вилньов разля, след което болида на аржентинеца се възпламени. Състезанието взе поредната си жертва, когато Шектър загуби контрол върху болида си на завоя Кроуторн, заради проблем в двигателя. През това време Петерсон изпревари Уотсън, чийто Брабам се завъртя но без поражение.
Драмата настъпи в 63-та обиколка, когато Патрезе безпроблемно на първа позиция получи повреда в Косуърт-а без никакво предупреждение. Това изкачи Депайе на първа позиция преди пилотите на Лотус да се приближат до Тирел-а. Причината двата черно-златисти болида да намалят преднината на Депайе е теч на маслото което достига до скоростната кутия. Андрети обаче влезе в бокса три обиколки до финала, което го свлече до седма позиция. Оцелелият Ероуз на Щомелен получи същия проблем, което го остави на девета позиция на самия край. Това остави Петерсон да притисне и да изпревари Тирел-а на Патрик на последната обиколка, за да завърши като победител.
Макар Петерсон да поведе само половин обиколка, победата се оказа много важна за самия швед. Депайе остана втори пред Уотсън, който не е заплаха за водещите пилоти през цялото състезание. Многото отпадания помогна на Алън Джоунс да финишира четвърти за отбора на Уилямс, докато Лафит удържа петата позиция от Дидие Пирони, който за второ поредно състезание завършва в точките. Андрети остана едва седми пред Жан-Пиер Жарие, Щомелен, Хектор Ребак, Брет Лънгър и Виторио Брамбила.

## Класиране
| Поз | No | Пилот             | Конструктор       | Оби. | Време/Отпадане | Място | Точки |
| --- | -- | ----------------- | ----------------- | ---- | -------------- | ----- | ----- |
| 1   | 6  | Рони Петерсон     | Лотус-Форд        | 78   | 1:42:15.767    | 12    | 9     |
| 2   | 4  | Патрик Депайе     | Тирел-Форд        | 78   | +0.466         | 11    | 6     |
| 3   | 2  | Джон Уотсън       | Брабам-Алфа Ромео | 78   | +4.442         | 10    | 4     |
| 4   | 27 | Алън Джоунс       | Уилямс-Форд       | 78   | +30.986        | 18    | 3     |
| 5   | 26 | Жак Лафит         | Лижие-Матра       | 78   | +1:09.218      | 13    | 2     |
| 6   | 3  | Дидие Пирони      | Тирел-Форд        | 77   | +1 Об.         | 14    | 1     |
| 7   | 5  | Марио Андрети     | Лотус-Форд        | 77   | +1 Об.         | 2     |       |
| 8   | 10 | Жан-Пиер Жарие    | АТС-Форд          | 77   | +1 Об.         | 17    |       |
| 9   | 36 | Ролф Щомелен      | Ероуз-Форд        | 77   | +1 Об.         | 22    |       |
| 10  | 25 | Ектор Ребаке      | Лотус-Форд        | 77   | +1 Об.         | 21    |       |
| 11  | 30 | Брет Лънгър       | Макларън-Форд     | 76   | +2 Об.         | 20    |       |
| 12  | 19 | Виторио Брамбила  | Съртис-Форд       | 76   | +2 Об.         | 19    |       |
| Отп | 35 | Рикардо Патрезе   | Ероуз-Форд        | 63   | Двигател       | 7     |       |
| Отп | 20 | Джоди Шектър      | Волф-Форд         | 59   | Завъртане      | 5     |       |
| Отп | 8  | Патрик Тамбе      | Макларън-Форд     | 56   | Инцидент       | 4     |       |
| Отп | 12 | Жил Вилньов       | Ферари            | 55   | Теч-масло      | 8     |       |
| Отп | 11 | Карлос Ройтеман   | Ферари            | 55   | Завъртане      | 9     |       |
| Отп | 1  | Ники Лауда        | Брабам-Алфа Ромео | 52   | Двигател       | 1     |       |
| Отп | 18 | Рупърт Кийгън     | Съртис-Форд       | 52   | Двигател       | 23    |       |
| Отп | 9  | Йохен Мас         | АТС-Форд          | 43   | Двигател       | 15    |       |
| Отп | 37 | Артуро Мерцарио   | Мерцарио-Форд     | 39   | Окачване       | 26    |       |
| Отп | 15 | Жан-Пиер Жабуй    | Рено              | 38   | Двигател       | 6     |       |
| Отп | 32 | Кеке Розберг      | Теодор-Форд       | 15   | Съединител     | 24    |       |
| Отп | 14 | Емерсон Фитипалди | Фитипалди-Форд    | 9    | Трансмисия     | 16    |       |
| Отп | 24 | Еди Чийвър        | Хескет-Форд       | 8    | Теч-масло      | 25    |       |
| Отп | 7  | Джеймс Хънт       | Макларън-Форд     | 5    | Двигател       | 3     |       |
| НКв | 31 | Рене Арну         | Мартини-Форд      |      |                |       |       |
| НКв | 17 | Клей Регацони     | Шадоу-Форд        |      |                |       |       |
| НКв | 23 | Ламберто Леони    | Инсайн-Форд       |      |                |       |       |
| НКв | 16 | Ханс-Йоахим Щук   | Шадоу-Форд        |      |                |       |       |

## Класирането след състезанието
| Поз | Пилот             | Точки |
| --- | ----------------- | ----- |
| 1   | Марио Андрети     | 12    |
| 2   | Рони Петерсон     | 11    |
| 3   | Ники Лауда        | 10    |
| 4   | Патрик Депайе     | 10    |
| 5   | Карлос Ройтеман   | 9     |
| 6   | Емерсон Фитипалди | 6     |
| 7   | Джон Уотсън       | 4     |
| 8   | Джеймс Хънт       | 3     |

| Поз | Конструктор       | Точки |
| --- | ----------------- | ----- |
| 1   | Лотус-Форд        | 21    |
| 2   | Брабам-Алфа Ромео | 14    |
| 3   | Тирел-Форд        | 11    |
| 4   | Ферари            | 9     |
| 5   | Фитипалди-Форд    | 6     |
| 6   | Макларън-Форд     | 3     |
| 7   | Уилямс-Форд       | 3     |
| 8   | Шадоу-Форд        | 2     |